# Gambetto Busch-Gass

## Gambetto Busch-Gass
Il gambetto Busch-Gass è una apertura di gioco aperto degli scacchi caratterizzata dalle mosse:
1.e4 e5
2.Cf3 Ab5
In pratica il Nero ignora la minaccia sul suo pedone in e5 per andare immediatamente all'attacco e cercare di sorprendere l'avversario.

## Storia
L'apertura prende il nome da due scacchisti tedeschi: Eugen Busch, che per primo la utilizzò con successo in torneo nel 1906, e  attivo nella prima metà del '900, ed il Maestro Ulrich Gass, che lo usò a sua volta, sempre con successo, nel 1972. Anche oggi il gambetto viene utilizzato di tanto in tanto, anche se non con grandi vantaggi.

## Analisi
La mossa 2...Ab5 del Nero è considerata svantaggiosa, tuttavia spesso porta ad una partita molto violenta e, quindi. può servire per il Nero come sorpresa contro l'avversario.
Per il Bianco la migliore continuazione è Cxe5, prendendo un pedone di vantaggio,  ed accettare il gambetto. Tuttavia, devono giocare con attenzione, poiché questa posizione si può rapidamente trasporre in posizioni pericolose come lo Stafford o il Traxler.
Le più comuni continuazioni per il Nero sono
- 3...Axf2+
- 3...Cc6 (gambetto Chiodini)
- 3...Dh4

Con 3...Axf2+ il Nero contrattacca il Re Bianco e lo forza a mangiare l'Alfiere in f2 (4.Rxf2), lasciandolo scoperto e vulnerabile ad attacchi successivi
La continuazione più comune ed anche migliore per il Nero è 3...Cc6, noto anche come gambetto Chiodini. Questo gambetto dà al Nero una posizione sulla scacchiera solida ma al tempo stesso flessibile per ulteriori sviluppi; serve a molteplici scopi:
- - difendere il pedone e5
  - controllare la casa d4
  - evitare di far avanzare un altro pedone, almeno per il momento.

La partita può continuare con 
4.Cxc6 dxc6
A questo punto il Bianco può creare un muro di Pedoni centrali con la mossa 
5.c3
Alternativamente il Bianco può tentare con 4.d4, creando ampi spazi per entrambi i contendenti e portando verso partite molto aperte. Con questa mossa il Nero attacca il pedone f2 per dare scacco matto subito dopo, se il Bianco non pone rimedio.
La risposta corretta per il Bianco
4.d4 Dxe4
5.Ae3
dove il Bianco ha perso il pedone di vantaggio, ma ha raggiunto una posizione di vantaggio rispetto al Nero.